# Onze-Lieve-Vrouwekerk (Kruibeke)

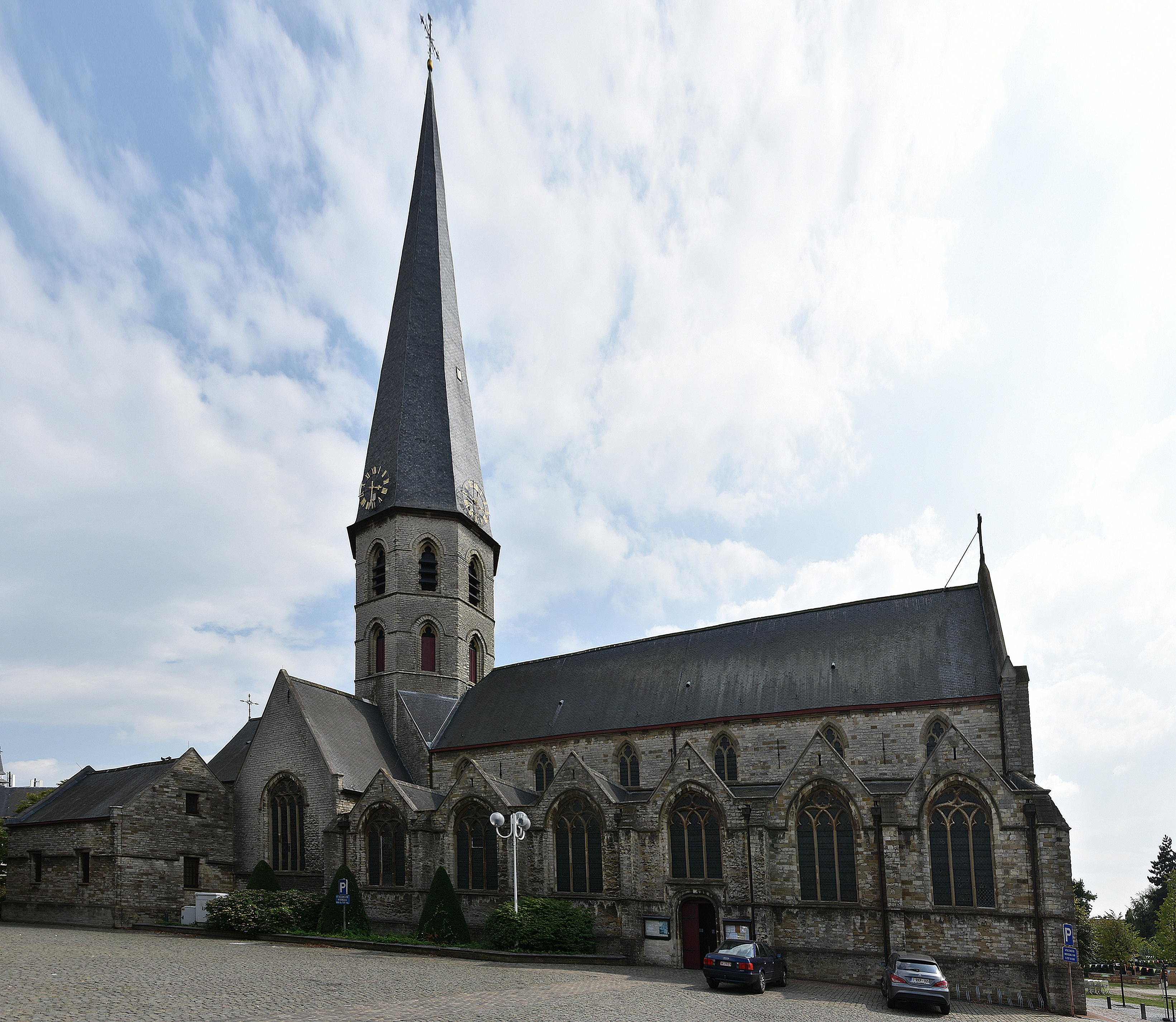
De Onze-Lieve-Vrouwekerk

De Onze-Lieve-Vrouwekerk van Kruibeke staat dominant midden op het dorpsplein. De oudste delen van deze gotische kerk dateren uit het begin van de 15e eeuw.

## Architectuur
De Onze-Lieve-Vrouwekerk is opgetrokken in zandsteen. De achtkantige vieringtoren rijst op boven een driebeukig schip, een dwarsbeuk en een polygonaal koor.

## Geschiedenis
In 1575 werd de kerk in brand gestoken door Spaanse troepen, maar reeds in 1584 werd de herstelde kerk opnieuw gewijd. In 1652 en de daaropvolgende decennia werd de kerk opnieuw ingrijpend verbouwd: het hoogkoor werd opgehoogd en ruimere gotische ramen werden in de transeptarmen geplaatst. De zuiderzijbeuk werd in 1661 verbouwd en uitgebreid en twee jaar later gebeurde dit ook met de noorderzijbeuk. In 1707 en 1708 werden koor, middenbeuk en kruisbeuk overwelfd. De oorspronkelijke polychrome tongewelven raakten hierdoor verborgen. Na de Eerste Wereldoorlog werd de in verval geraakte kerk gerestaureerd en uitgebreid (o.l.v. architect H. Geirnaert).

## Bezienswaardigheden
In de kerk vind je het schilderij “De Hemelvaart van Maria” van Gaspar de Crayer (1654). Er staat ook een kerkorgel uit 1694, gebouwd door Jean-Baptiste Forceville.

## Galerij

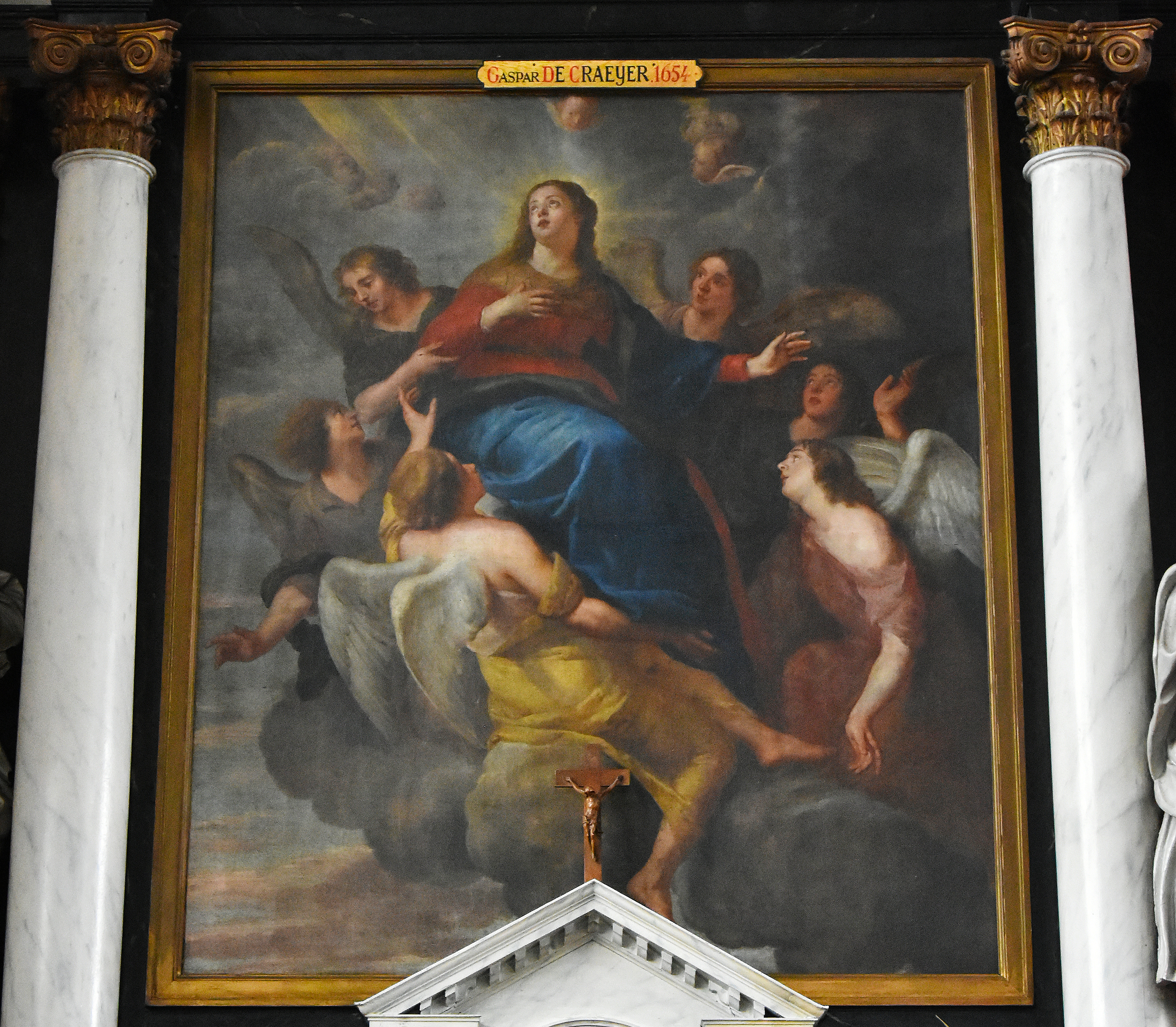
Onze-Lieve-Vrouw Hemelvaart van Gaspar de Crayer
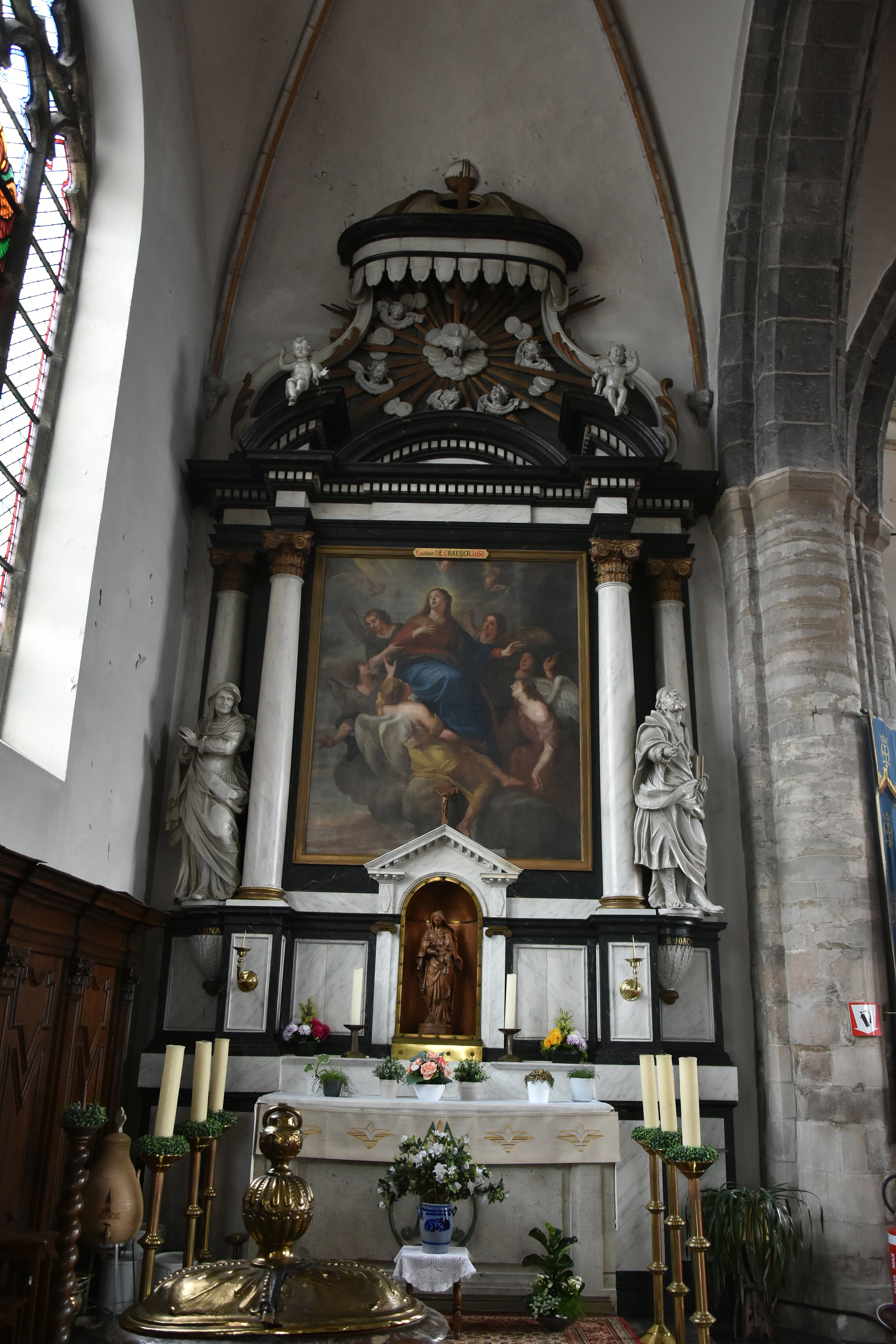
Het linkerzijaltaar met De Hemelvaart van Maria van Gaspar de Crayer
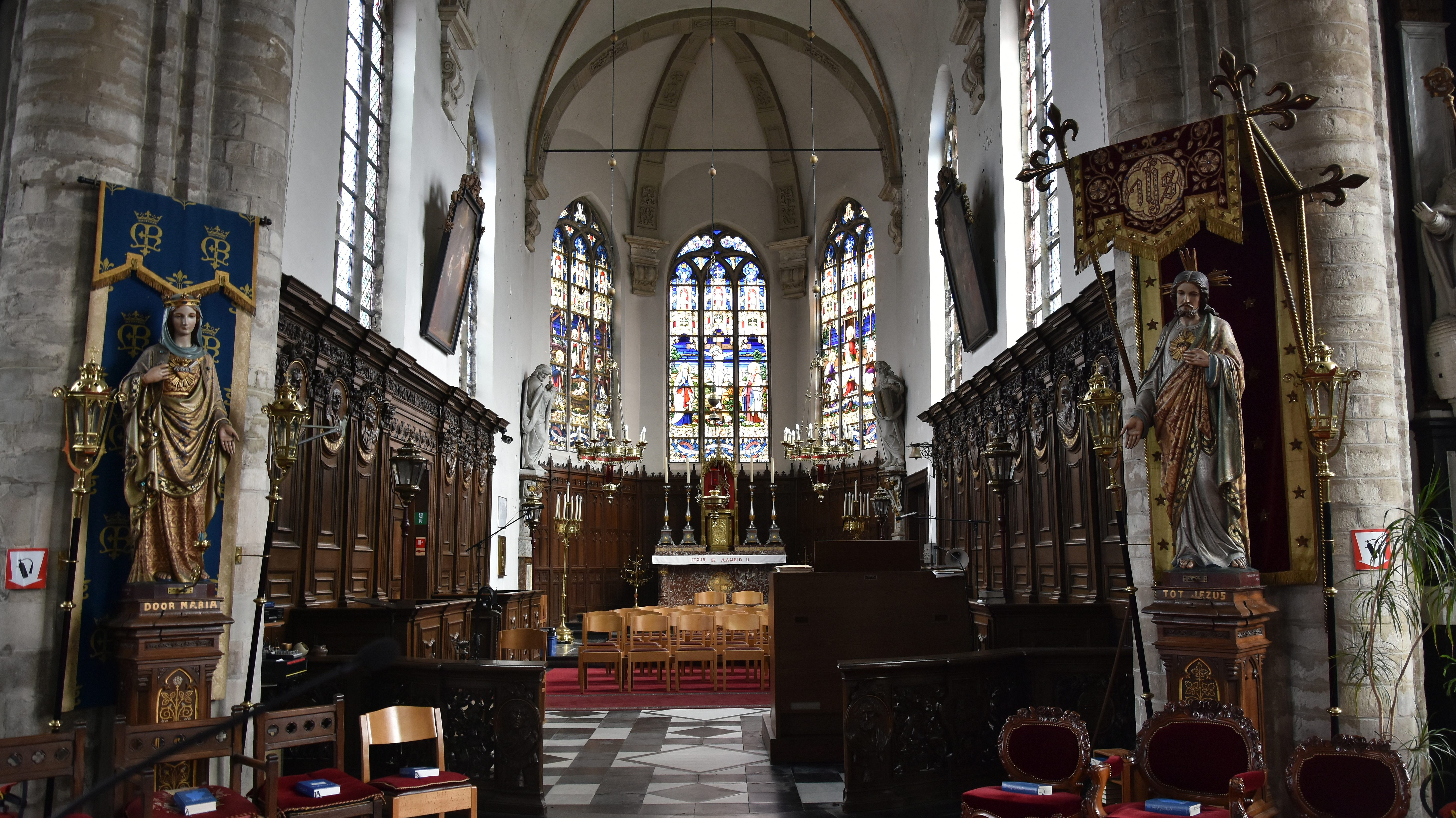
Het priesterkoor
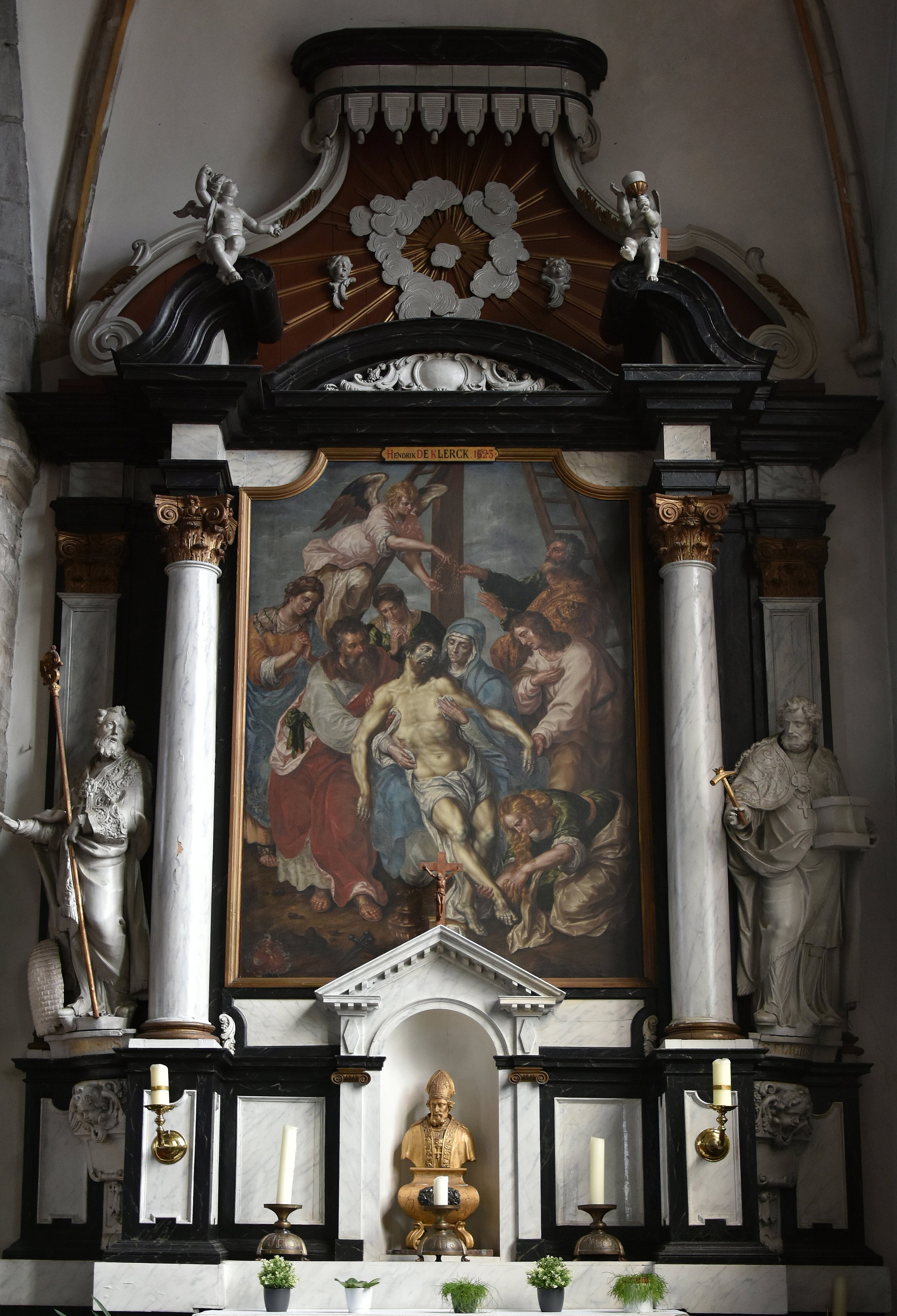
Het rechterzijaltaar met een schilderij van Hendrick de Clerck
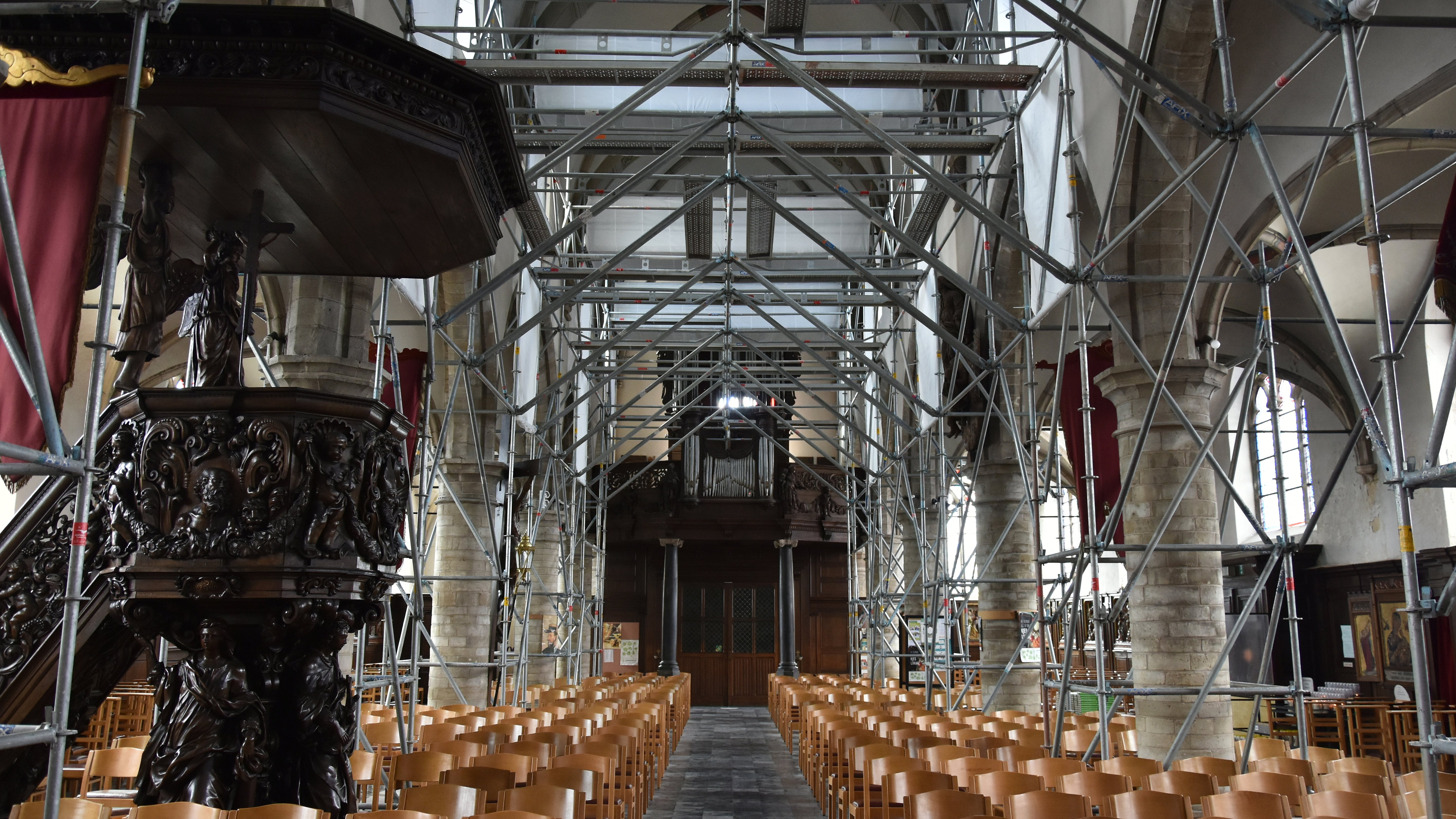
De achterzijde van het kerkschip in 2018 met het kerkorgel